# Inga stenophylla
Inga stenophylla é uma espécie vegetal da família Fabaceae.
Apenas pode ser encontrada na Costa Rica.